# Brachythecium ornellanum
Brachythecium ornellanum är en bladmossart som beskrevs av Gustavo Venturi och Bottini 1884. Brachythecium ornellanum ingår i släktet gräsmossor, och familjen Brachytheciaceae. Inga underarter finns listade i Catalogue of Life.